# Junge Debütantinnen
Junge Debütantinnen ist eine deutsche pornografische Videofilm-Reihe des Regisseurs Harry S. Morgan im Stile einer Dokumentation; der erste Teil „Junge Debütantinnen: Scheue Talente“ wurde 1995 veröffentlicht.
In der Reihe Junge Debütantinnen, in den frühen Teilen auch manchmal als Junge Debütantinnen vor laufender Kamera oder Lollipop bezeichnet, stellt Regisseur Morgan in jeder Ausgabe mehrere neue Pornodarstellerinnen vor. Oftmals sind diese wie behauptet echte Debütantinnen und Amateure, manchmal aber auch professionelle Modelle. Die zumeist recht jungen Darstellerinnen stammen überwiegend aus Ungarn oder Tschechien – diese Teile werden dann auch vor Ort in den jeweiligen Ländern gedreht – doch gibt es manchmal ganze Teile, die extra in Deutschland mit deutschen Darstellerinnen gedreht werden. In Teil 19 (Deutsche Debütantinnen – Hart & herzlich) hat die später durch den Film Gegen die Wand bekannt gewordene Sibel Kekilli einen Auftritt als Kim aus Mannheim. Die männlichen Darsteller sind im Allgemeinen immer wiederkehrende Gesichter. So treten professionelle Pornodarsteller wie Zenza Raggi, Conny Dachs, David Perry, Richard Langin und Robert Rosenberg immer wieder auf.
Die vom Essener Videoanbieter Videorama veröffentlichte Reihe ist seit 1995 in bislang 31 Teilen erschienen. 1997 erhielt Regisseur Morgan unter anderem für diese Reihe den Venus Award als bester Regisseur einer Videofilm-Reihe, 2001 und 2004 als bester deutscher Regisseur.